# Demonologia

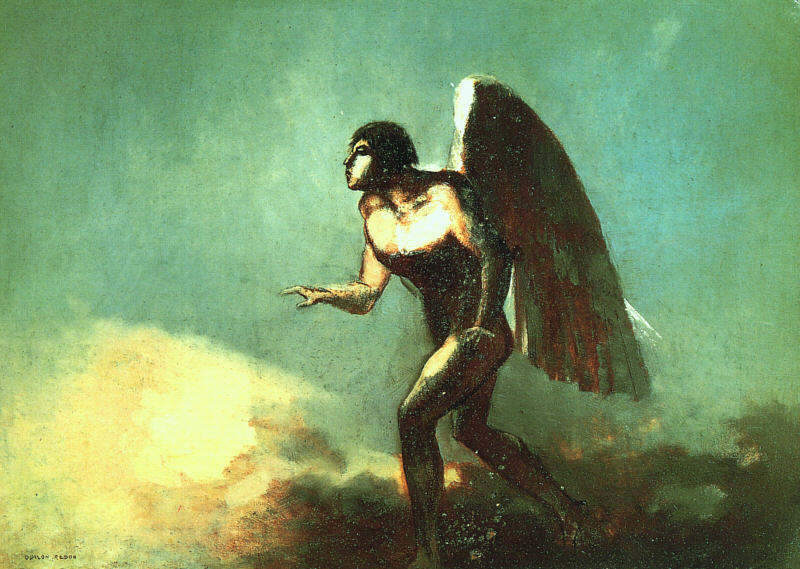
Skrzydlaty Człowiek (Odilon Redon)

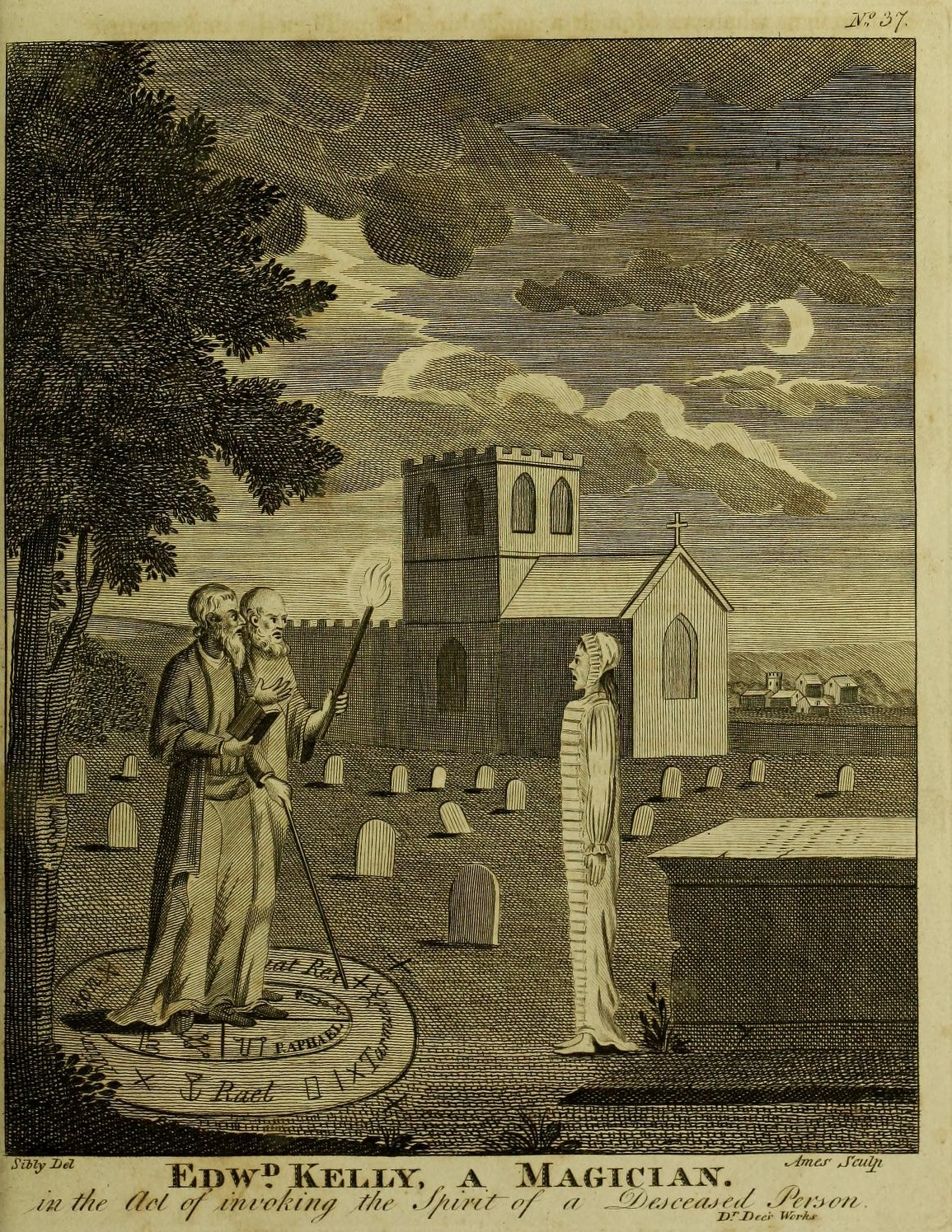
Edward Kelly ewokujący ducha zmarłej osoby

Demonologia (gr. δαίμων, daimon; λογος, logos – nauka o demonach) – termin wieloznaczny
- część doktryny religijnej dotycząca demonów – bytów, mocy i sił o pozycji pośredniej między bogami lub Bogiem a ludźmi[1];
- dział teologii rozwijający tę doktrynę; w teologii chrześcijańskiej demonologia jest częścią angelologii, ponieważ demony są uważane za upadłe anioły;
- dział religioznawstwa badający te doktryny; jest też działem etnografii i historii religii badającym wyobrażenia o demonach, ich przedstawienia w kulturze itp.

W pierwszych dwóch przypadkach demonologia może obejmować wiarę w:
- egzorcyzmy – możliwość unieszkodliwienia złego ducha;
- goecję – możliwość wykorzystania go;
- pseudonaukowe katologi i opisy demonów związane z magią[1].

## Demonologia w tradycji protestanckiej
W tradycji protestanckiej podstawą refleksji demonologicznej jest traktat Daemonologie Jakuba I Stuarta. Ma on formułę dialogu co pozwala na konfrontacje różnych poglądów na ten sam temat.
W części pierwszej trzyczęściowego traktatu ma miejsce ogólne określenie magii jako powodowanie zjawisk nadnaturalnych nie za pozwoleniem Boga (cuda) lecz przy pomocy diabelskiej. Następnie ma miejsce rozróżnienie czynności magicznych na: czary (witch-craft) i nekromancję (necromancy) za pomocą skutków tych działań: zmian materialnych bądź pozyskiwanie wiedzy.
W części drugiej rozważany jest materialny charakter działań magicznych i postawione pytanie dotyczące iluzoryczności materialnych skutków magii, autor wskazuje, że autorem iluzji może być szatan, który zwodzi zarówno czarującego jak i przeświadczonego o skuteczności czarów. Ta część kończy się jednak zapewnieniem drugiej osoby dialogu, że nie można negować mocy diabła gdyż jest to równoznaczne z negowaniem mocy Boga.
W części III traktatu następuje rozróżnienie różnych rodzajów nadprzyrodzonych istot nieczystych i próba usensownienia ich obecności w świecie stworzonym przez Boga oraz ocena skuteczności egzorcyzmów odprawianych przez katolików. Traktat wiele pytań pozostawia otwartych, pojawia się kwestia materialnej skuteczności bądź iluzoryczności magii. Postawione jest pytanie na czym polega grzech czarów: czy na zmienianiu porządku świata, czy na nieposłuszeństwu wobec Boga? Wreszcie autor próbuje porównania argumentów za istnieniem magii: teologicznych (zaczerpniętych z Pisma) i empirycznych.